# Castillo de Dundrum

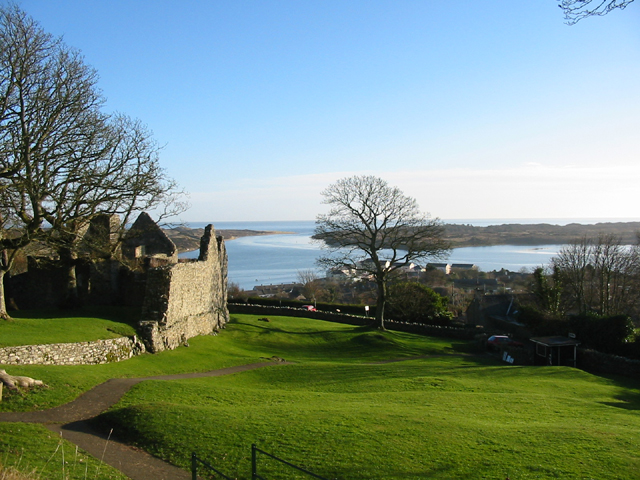
Dundrum Castle.

El Castillo de Dundrum es un castillo anglo-normando situado en la localidad de Dundrum, perteneciente al condado de Down (Irlanda del norte). Fue fundado en 1177 por Juan de Courcy, después de su invasión de Ulster. Se construyó para acceder a Lecale desde el oeste y desde el sur, está situado en la cima de una colina rocosa desde la cual se divisa la bahía y el Monte de Mourne. 

## Orígenes y propiedad
El castillo original de De Courcy podía haber tenido defensas de tierra y madera, pero es probable que la pared de cortina de piedra de la sala superior se construyese a principios de 1180. Al igual que otras primeras paredes incrustadas, no tenía torretas, pero la defensa se llevaba a cabo a través de correderas cubiertas a lo largo del exterior de la cabeza de la pared.
En 1204 de Courcy fue expulsado del Ulster por Hugo de Lacy el cual reforzó el castillo con una gigantesca barraca redonda, probablemente empleando a maestros canteros de las Marcas Galesas en donde tales barracas eran por entonces populares. La mayoría de la segunda planta de esta barraca se reconstruyó en el siglo XV, el sótano se utilizaba para almacenaje y tenía una cisterna debajo de la primera planta, la cual parece haber sido la cámara de la vida del día a día del señor, mientras que la planta superior habría albergado su cámara privada.